# الحصنين (الطيال)

تعديل مصدري - تعديل

الحصنين هي إحدى قرى عزلة بني سحام بمديرية الطيال التابعة لمحافظة صنعاء، بلغ تعداد سكانها 2267 نسمة حسب تعداد اليمن لعام 2004.